# Bouddhanath

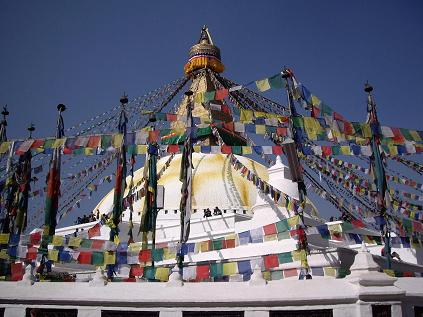
De stoepa van opzij.

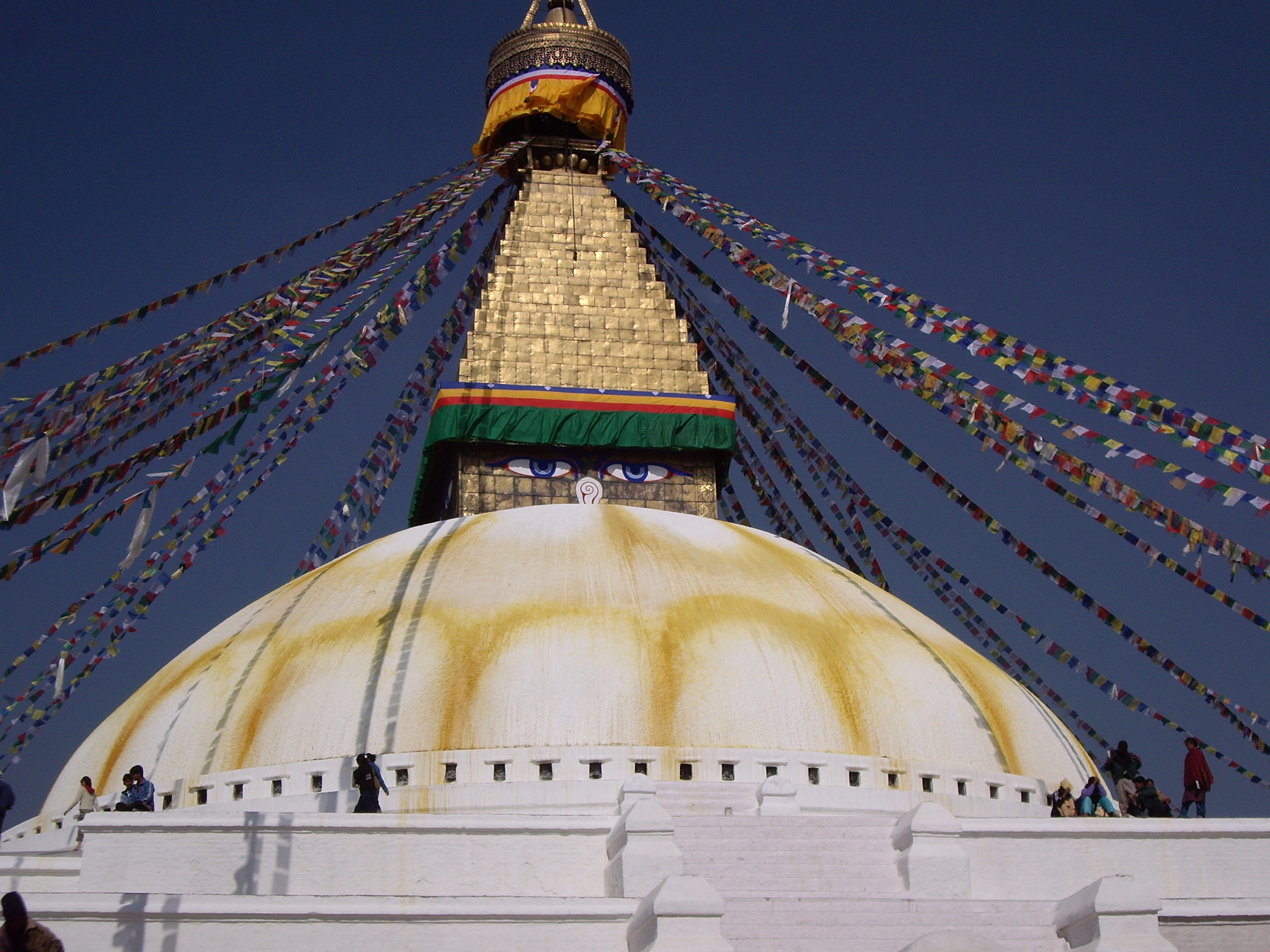
De stoepa in vooraanzicht.

Bouddhanath is een van de grootste antieke stoepa's in Zuid-Azië en ligt in de wijk Bouddah in Kathmandu, de hoofdstad van Nepal. Bouddhanath is een boeddhistische tempel en is gebouwd op een oude handelsweg naar Tibet.
Na de annexatie van Tibet door de Volksrepubliek China vluchtten vele boeddhistische monniken naar Nepal en met name Kathmandu, waarna ze zich voornamelijk in Bouddah vestigden; het wordt niet voor niets 'little Tibet' genoemd tegenwoordig. In de omgeving zijn vele gompa's en kloosters te vinden. Veel Tibetanen komen naar Bouddhanath om Loscar te vieren.
Sinds 1979 staat de stoepa van Bouddhanath (een zone van 1,27 ha) op de UNESCO werelderfgoedlijst, als onderdeel van de Kathmandu-vallei.